# Bastaing
Un bastaing ou basting est un produit rectangulaire du sciage du bois qui a une épaisseur entre 55 et 65 millimètres et une largeur entre 155 et 185 millimètres.
Le bastaing est surtout utilisé comme charpente et comme solivage.